# Trattato di Alcañices
Il trattato di Alcañices fu un accordo siglato nel 1297 nella cittadina omonima da re Ferdinando IV di Castiglia e re Dionigi del Portogallo. I firmatari si accordarono per stabilire linee di mutua assistenza e amicizia, precisando inoltre i confini tra i due regni stabiliti trent'anni prima nel trattato di Badajoz.
Dionigi era il nipote di Alfonso X di Castiglia e, pur essendo essenzialmente un re amministratore e non guerriero, entrò in guerra con il Regno di Castiglia e León nel 1295. Perse le città di Serpa e Moura, ma conquistò Olivenza riaffermando il dominio portoghese sull'Algarve. I confini così definiti tra le due nazioni iberiche rimasero sostanzialmente invariati fino in epoca moderna.
Il trattato consentì inoltre un successivo periodo di pace tra i due regni che durò circa quarant'anni. Ferdinando in seguito sposò la figlia di Dionigi, Costanza, che divenne così regina di Castiglia.